# Musaf
| Židé a judaismus |
| Židé • Judaismus • Kdo je Žid |
| Ortodoxní • Konzervativní (Masorti) Progresivní (Reformní - Liberální) • Ultraortodoxní Samaritáni • Falašové • Karaité                                                                                            |
| Etnické skupiny a jazyky |
| Aškenázové • Sefardové • Mizrachim Hebrejština • Jidiš • Ladino • Ge'ez • Buchori |
| Populace (vývoj) |
| Evropa • Amerika • Asie • Afrika • Austrálie |
| Náboženství |
| Bůh • Principy víry • Boží jména 613 micvot • Halacha • Noachidské zákony Mesiáš • Eschatologie |
| Židovské myšlení, filosofie a etika |
| Židovská filosofie Cdaka • Musar • Vyvolenost Chasidismus • Kabala • Haskala |
| Náboženské texty |
| Tóra • Tanach • Mišna • Talmud • Midraš Tosefta • Mišne Tora • Šulchan aruch Sidur • Machzor • Pijut • Zohar |
| Životní cyklus, tradice a zvyky |
| Obřízka • Pidjon ha-ben • Simchat bat • Bar micva Šiduch • Svatba • Ketuba • Rozvod (Get) • Pohřeb Kašrut • Židovský kalendář • Židovské svátky Talit • Tfilin • Cicit • Kipa Mezuza • Menora • Šofar • Sefer Tora |
| Významné postavy židovství |
| Abrahám • Izák • Jákob • Mojžíš Šalomoun • David • Elijáš • Áron Maimonides • Nachmanides • Raši Ba'al Šem Tov • Ga'on z Vilna • Maharal                                                                           |
| Náboženské budovy a instituce |
| Chrám • Synagoga • Ješiva • Bejt midraš Rabín • Chazan • Dajan • Ga'on Kohen (kněz) • Mašgiach • Gabaj • Šochet Mohel • Bejt din • Roš ješiva                                                                      |
| Židovská liturgie |
| Šema • Amida • Kadiš Minhag • Minjan • Nosach Šacharit • Mincha • Ma'ariv • Musaf |
| Dějiny Židů |
| starověk • středověk • novověk |
| Blízká témata |
| Antisemitismus • Gój • Holocaust • Izrael Filosemitismus • Sionismus Abrahámovská náboženství |
| z • d • e |

Musaf (hebrejsky: מוסף, dosl. přidaný, přídavný) je židovská modlitba ustanovená a recitovaná o šabatu a svátcích. 

## Původ modlitby
Bible (Numeri 28–29) předepisuje ustanovení zvláštní přídavné oběti na šabat, poutní svátky, vysoké svátky a Roš chodeš. Tato přídavná oběť měla být obětována ihned po obětování každodenní ranní oběti — po zničení chrámu a nahrazení obětí modlitbami byla stejně tak přídavná modlitba — musaf — ustanovena k recitaci ihned po skončení ranní modlitby (šacharit). Podle některých rabínů — tanaitů byla musaf ryze kolektivní bohoslužbou, a tudíž se měla recitovat pouze za přítomnosti minjanu. Současné rabínské ustanovení ale dovoluje modlitbu recitovat i bez minjanu.

## Struktura modlitby musaf
Musaf je uveden tzv. polovičním kadišem, po němž ihned následuje zvláštní Amida pro musaf. Běžná Amida pro musaf obsahuje sedm požehnání, výjimkou je musaf na Roš ha-šana, jehož Amida má požehnání devět.
Úvodní tři požehnání a závěrečná tři požehnání jsou obdobná jako u Amidy pro jiné příležitosti. Prostřední část amidy pak vyjadřuje charakter příslušného dne:
- Amida pro musaf na šabat obsahuje jako čtvrté požehnání biblické verše přikazující obětování přídavné oběti a zároveň, stejně jako v případě Roš chodeš, i prosbu za brzké obnovení chrámu a obětního kultu. Před musaf Roš chodeš si věřící sundavají tfilin (které se na šacharit Roš chodeš nosí) a modlí se již jen v talitu.

- Při musafu na poutní svátky Amida obsahuje prosbu za znovuuvedení Izraele do země zaslíbené. Během prvního dne Pesachu a Šmini aceret se do opakování Amidy vkládají zvláštní modlitby za rosu nebo za déšť.

- Musaf na Roš ha-šana je nejdelší částí liturgie. Musaf je doplněn o řadu různých pijutů (záleží na regionu), které se recitují během opakování Amidy. Během Jom kipur se připojuje ještě vyznání hříchů.